# Rhyacophila nevadensis
Rhyacophila nevadensis är en nattsländeart som beskrevs av Banks 1924. Rhyacophila nevadensis ingår i släktet Rhyacophila och familjen rovnattsländor. Inga underarter finns listade i Catalogue of Life.